# Lycaena cyrenaica
Lycaena cyrenaica är en fjärilsart som beskrevs av Turati 1921. Lycaena cyrenaica ingår i släktet Lycaena och familjen juvelvingar. Inga underarter finns listade i Catalogue of Life.